# اویس کالنیش
اویس کالنیش (به انگلیسی: Uvis Kalniņš) (زادهٔ ۲۴ اکتبر ۱۹۹۳) شناگر اهل لتونی است.